# نبرد مارگوس
نبرد مارگوس در ژوئیهٔ سال ۲۸۵ میلادی بین سپاهیان دو امپراتور روم، کارینوس و دیوکلتیان، در درهٔ رود مارگوس (موراوای بزرگ امروزی) در موئسیا (صربستان امروزی) روی داد. کارینوس در این نبرد از سپاه بزرگتری برخوردار بود اما وفاداری سربازانش به او مورد سؤال است. چنین گفته‌شده که کارینوس با کارهایش موجب دور ساختن مردانی از خود شده بود که موفقیتش وابسته به حمایت آنان بود. او رفتاری ناشایست با اعضای سنای روم و جماعت زنان داشت و درعین حال به اغوای همسران افسرانش مشغول بود.
بااین‌حال در آغاز نبرد چنین می‌نمود که پیروزی با کارینوس است. اما پس از آنکه آریستوبولوس، افسر فرماندهٔ پرتورینها از اردوگاه کارینوس گریخت، وضعیت به نفع دیوکلتیان تغییر یافت. در نهایت کارینوس در بحبوحهٔ نبرد و احتمالاً به‌دست یکی از افسرانش کشته شد و دیوکلتیان ادارهٔ امپراتوری روم را در دست گرفت.
برخی از پژوهشگران بر این گمانند که آریستوبولوس همان افسری است که کارینوس را به قتل رساند. آنچه که باعث اعتباربخشی به این فرضیه می‌شود این واقعیت است که دیوکلتیان پس از جنگ به‌عنوان پاداش، آریستوبولوس را در مقام فرماندهٔ پرتورین‌ها و کنسول روم تا پایان سال ۲۸۵ میلادی نگاهداشت.
اگرچه پیروزی دیوکلتیان در جنگ مارگوس سرنوشت رهبری امپراتوری روم را رقم زد اما با نگاه به حمایت استان‌های شرقی از دیوکلتیان، او حتی اگر در این نبرد شکست هم می‌خورد باز هم امکان غلبه بر کارینوس و در دست‌گرفتن قدرت به‌تنهایی را دارا بود.